# Góbi
A Góbi Ázsia egyik nagy sivataga, Kína északi és Mongólia déli részén terül el. A sivatag kialakulását a szeleket és így az esőfelhőket is felfogó Himalája okozta, gátolva a csapadékképződést, azaz esőárnyék-sivatagnak is nevezhető. A Góbinak csak mintegy 3%-át képezik homoksivatagok, felszínét inkább a végtelen sziklamezők, félsivatagok, kanyonok, „holdbéli” hegységek, rejtett sós tavak határozzák meg. A nem túl távoli múltban dús növényzet, és gazdag állatvilág népesítette be ezt a tájat, amiről a világ legnagyobb dinoszauruszásatásai, több ezer éves sziklarajzok és ősi települések maradványai tanúskodnak.
Az elsivatagosodást követően is meghatározó világtörténelmi események sora zajlott ezen a vidéken. Itt vonultak végig a hunok kínai hadiútjai, erre haladtak a selyemút karavánjai, több fontos oázist érintve. A Mongol Birodalom történetében is fontos szerepet játszott. A Góbiban több ezer éve élnek nomádok, akik megtanultak alkalmazkodni a sivatag szélsőséges klímájához, a hatalmas napi hőingadozáshoz.
Számos magyar Közép-Ázsia kutató – többek között Kőrösi Csoma Sándor, Vámbéry Ármin és Stein Aurél – ezen a vidéken vélte felfedezni őseink hazáját.

## Elnevezése
A Gobi név (régebben helyenként Kobi) forrása a „terméketlen sztyeppe, (fél)sivatag” jelentésű burját „gobi” illetve mongol „gob” szó.

## Elhelyezkedése

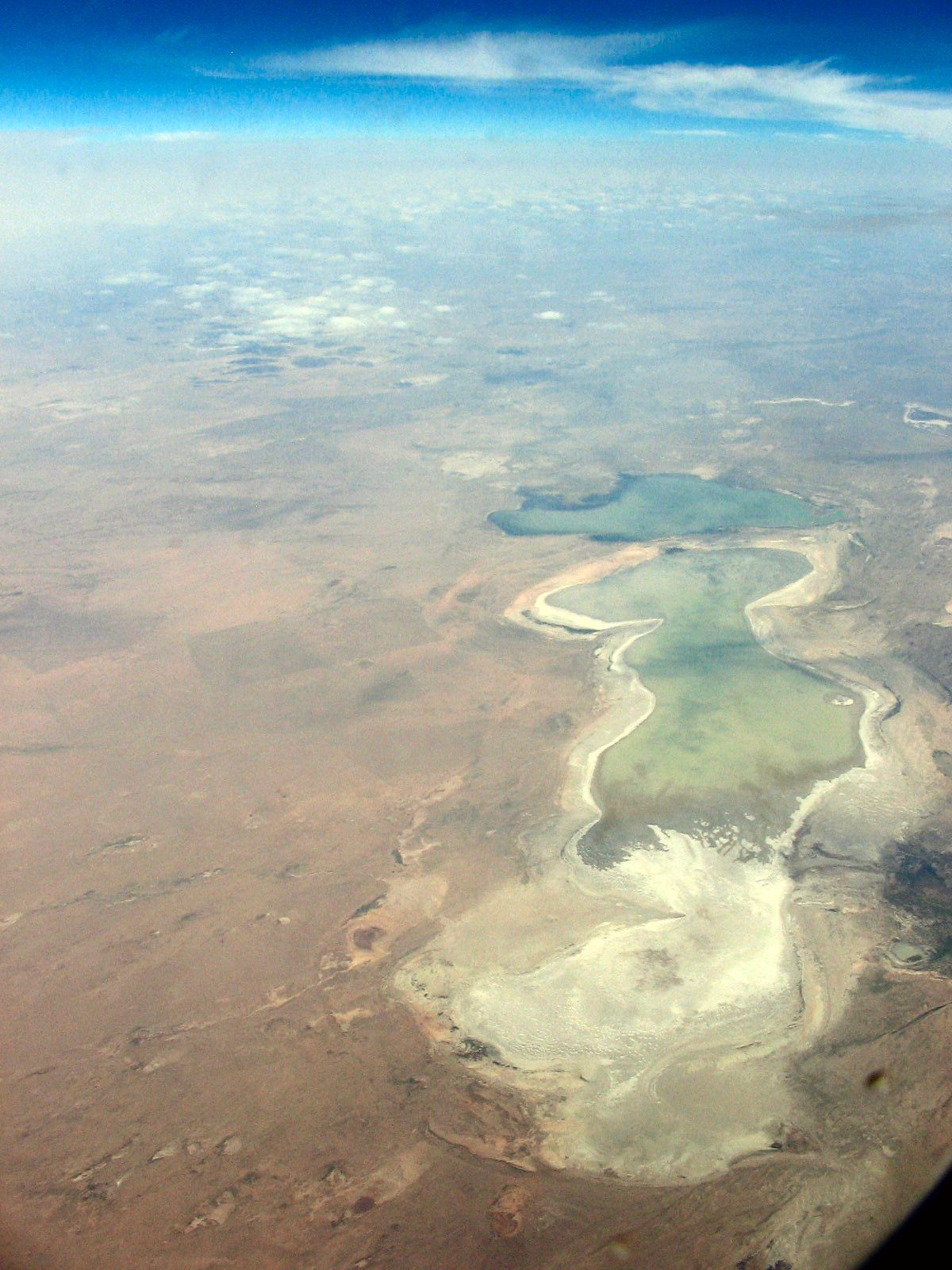
Sós tavak a Góbi sivatagban

Nyugatról keletre Hszincsiang (Xinjiang)tól a belső-mongóliai pusztákig húzódik. Határainak pontos meghatározása vitatott, eltérő a különböző forrásokban így hosszát délnyugat-északkeleti tengelye mentén 1600 és 2000 kilométer közé teszik, szélességét pedig észak-déli irányban 400-900 kilométer közé. Területi adatai 1,1 – 1,3 millió négyzetkilométer között váltakoznak.
Nyugatról a Tien-san, délről az Altin-tag és a Csilien (Qilian)-hegység (korábban Nansan, illetve Richthofen-hegység), keletről a Nagy Hingan-hegység határolja. Északon és északkeleten fokozatosan megy át a mongol füves pusztákba.
Területén a Tien-sanhoz csatlakozó láncok lealacsonyodó, sivatagos sziklahegyei húzódnak végig nyugatról keletre a Sárga-folyó nagy könyökéig.

## Földtörténete, felszíne
Geológiailag a Kinai-koreai-masszívum mélybe süllyedt, összetöredezett darabjai alkotják, amelyekre a környező hegységekről a paleozoikumban lehordódott nagy tömegű, helyenként több ezer méter vastagságú durva törmeléktakaró rakódott.
A szélein 1200-1400, belső részén pedig 600–800 m-ig magasodó, medence jellegű Góbi felszínét durva kőgörgeteggel, homokkal és agyaggal fedett hullámos térszínek alkotják. A szél munkája kis, időszakos sóstavakat rejtő medencéket és azokat egymástól elválasztó gerinceket formált. A felszínből sokfelé saját, durva törmelékükbe temetkező, erősen aprózódó kopár szigethegyek emelkednek ki. A Góbi zöme füves puszta és félsivatag, egyes részei (leginkább délnyugaton) azonban igazi kő- és homoksivatagok.

## Éghajlata

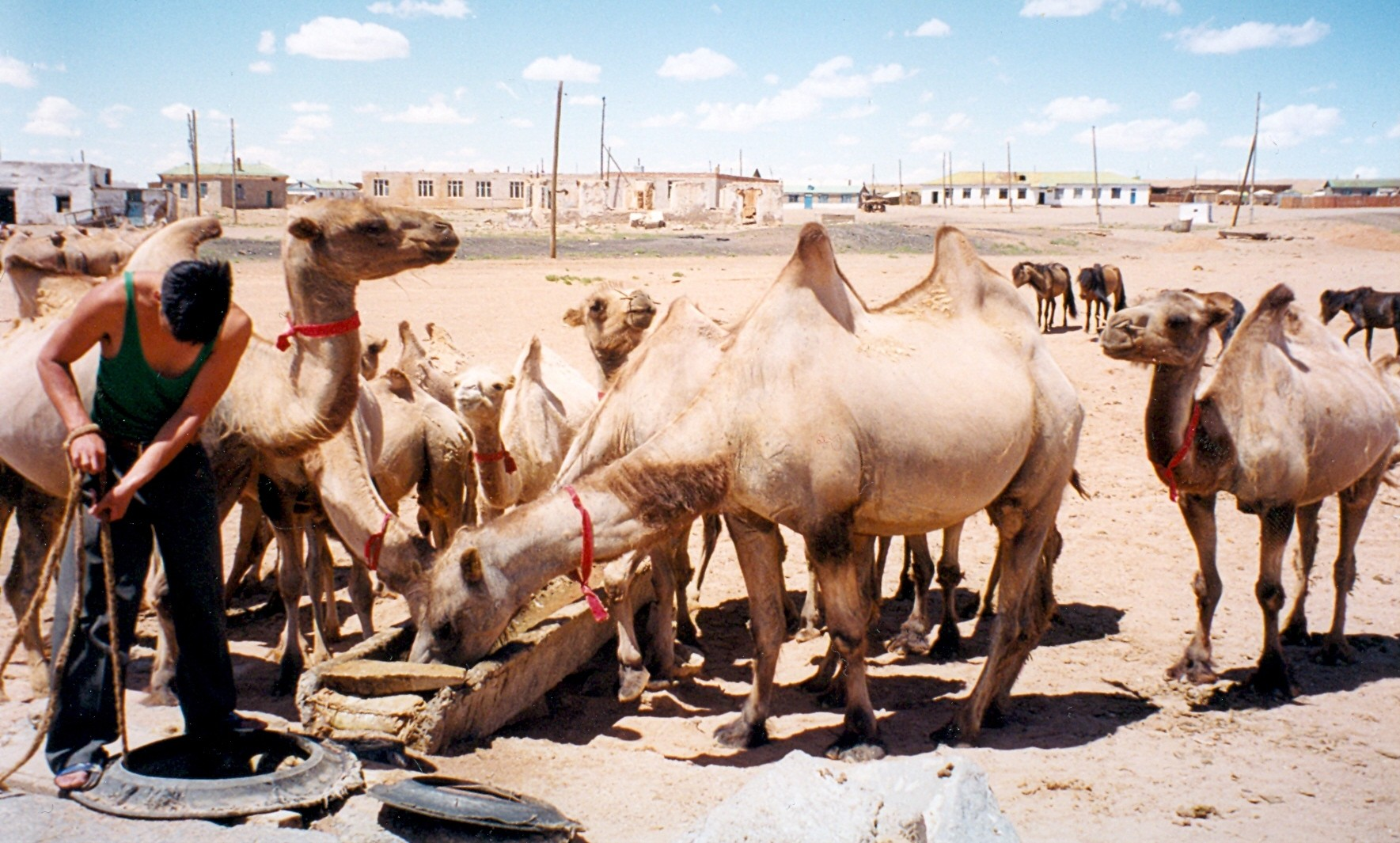
Itatás egy sivatagi kútnál

Éghajlata kontinentális, szélsőséges, télen nagyon hideg, a levegő hőmérséklete januárban -40 °C alá is süllyedhet, míg júliusban elérheti a +30 °C-ot. Nagy a hőmérséklet napi ingadozása. A 30-35 °C-os nappalokat fagyközeli éjszakák követik. A sivatagi talaj felszíne 60 °C-ra is felmelegedhet. Csapadéka főleg ősszel és télen hullik, csekély mennyiségben; mindössze az év 50-70 napján borult az égbolt.

## Élővilága
Növényzete a félsivatagos övezetekben libatopfélékből, a szakszaulból áll; néhol magas fű található rajta, illetve a vastag gyökerű rebarbarafélék. Jellegzetes növénye az Agriophyllum squarrosum. A füves puszta övezetében árvalányhaj-, üröm-, kökörcsin-, kakukkfű-, liliom- és hagymafajok élnek; a szikes vidéken sós mocsári növényzet él. 
Állatai a szürke farkas, róka, vadló, vadteve, nyúl, antilop a folyók mellett. A háziállatok közül kiemelkedik a teve. Fontos táplálék a szárított tevehús. Használják igás és málhás állatként is. Fontos a lótenyésztés. Jelentős még a szarvasmarha-, a juh- és kecsketartás is.

## Élet a sivatagban

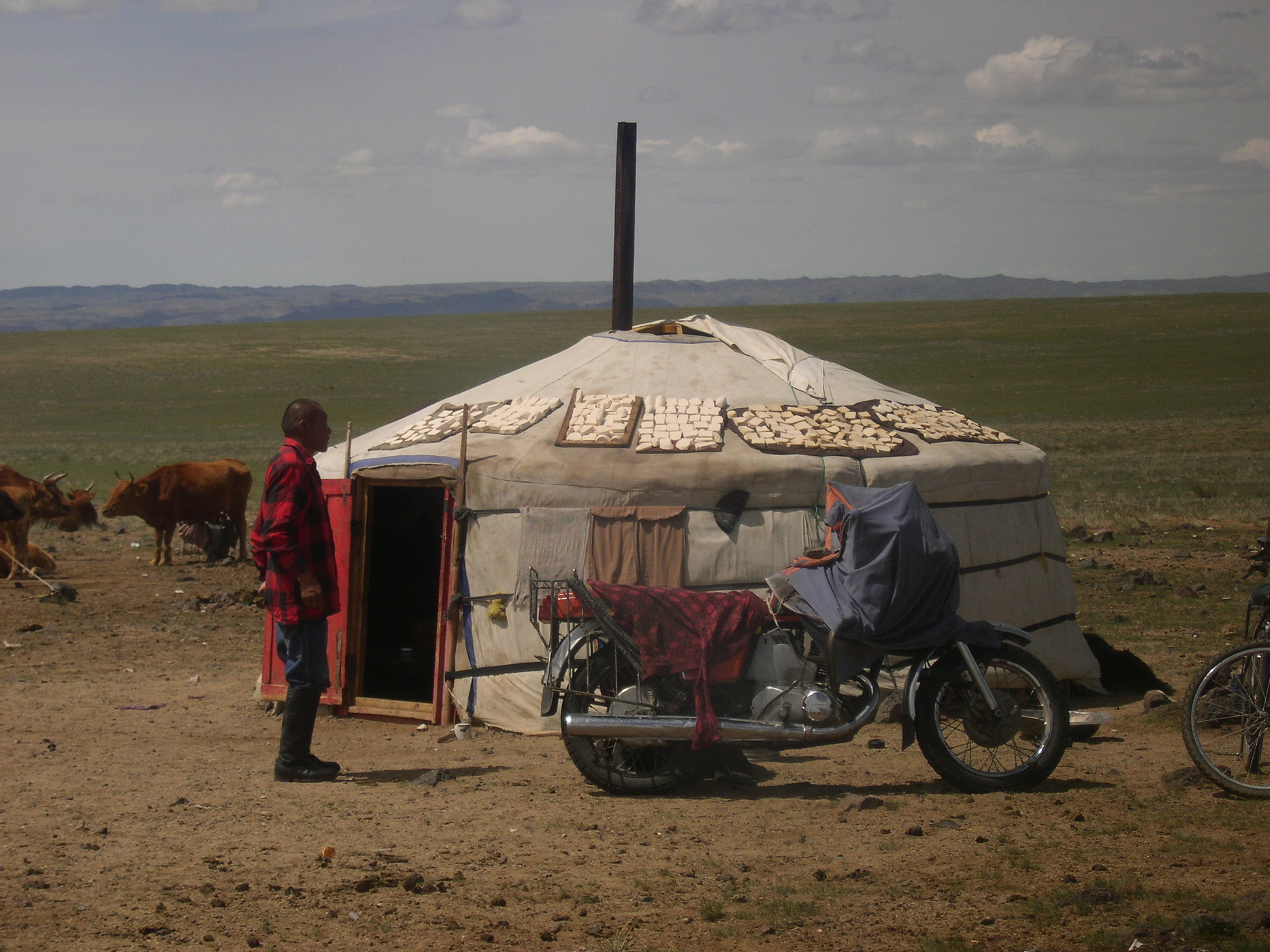
Jurta és motorbicikli a Góbi sivatagban

A félsivatagok lakói a hagyományos jurtában laknak. Tüzelőül  fenyőfát, napszítta tehéntrágyát, a félsivatagos tájakon szakszault is használnak. Sokszor még júliusban is be kell gyújtani.

## Utazók, felfedezők, kutatók
A leghíresebb felfedező, utazó minden bizonnyal Marco Polo volt. 1272-1273-ban átkelt a Takla-Makánon és a Góbi sivatag déli részén Pekingbe utazásakor. Marco Polo után Jean-François Gerbillon jezsuita szerzetes hozott híreket a térségből a 17. század végén.
Több magyar tudós, utazó is sokat tett Közép-Ázsia  teljesebb megismeréséért. Széchenyi Béla a terület felkutatására az egyik legjelentősebb expedíciót szervezte meg.  Magával vitte id. Lóczy Lajost, a nagy földrajztudóst, aki bebizonyította, hogy a Góbi sivatag térségében felhalmozódó üledékek szárazföldi eredetűek és a hajdani hegységek lepusztulásával keletkeztek. Stein Aurél négy nagy expedíciót vezetett a térségbe.
Meg kell említeni Kőrösi Csoma Sándor, Berzenczey László, Újfalvy Károly, Zichy Ágost és Zichy József, Zichy Jenő, Csiki Ernő 19. században tett utazásait is. Jelentős volt még Almásy György, Prinz Gyula, Ligeti Lajos, Germanus Gyula, Cholnoky Jenő munkássága is e téren.

## Kapcsolódó szócikk
- Kína földrajza